# Macrorhabdiose
Als Macrorhabdiose (früher auch Megabakteriose; englisch Going-light-syndrome) wird eine Infektionskrankheit bei Wellensittichen, Unzertrennlichen, Grassittichen (Neophemas) und Kanarienvögeln bezeichnet. Der Erreger ist der Hefepilz Macrorhabdus ornithogaster. Die Macrorhabdiose ist eine chronische Erkrankung des Magens mit Verdauungsstörungen und zumeist Abmagerung. Der Erreger kann auch eine Kropfentzündung verursachen.

## Ursache und Krankheitsentstehung
Der Erreger der Erkrankung ist Macrorhabdus ornithogaster, ein gram- und PAS-positiver stäbchenförmiger Pilz. Die Pilze sind 40 µm lang und 2 µm breit und bilden keine Sporen. Der veraltete Name „Megabakteriose“ sollte nicht mehr verwendet werden, da die Krankheit nicht durch Bakterien verursacht wird.
Die Übertragung von infizierten Elterntieren auf die Jungen geschieht vermutlich durch die Fütterung. Bei erwachsenen Wellensittichen sind hauptsächliche Übertragungswege das Schnäbeln und Füttern, die Aufnahme infizierten Kotes und infizierten Trinkwassers. Es wird jedoch vermutet, dass ausgewachsene gesunde Vögel mit intaktem Immunsystem nicht oder seltener erkranken. Die Ansteckungsgefahr ist demnach bei jungen und sehr alten Vögeln größer. Besonders empfänglich sind Vögel, die unter Stresssituationen leiden. Stress liegt insbesondere in folgenden Fällen vor: Futterumstellung, Verlust des Partners, Hinzusetzen eines neuen Partners, Mauser oder Balz.
Die Infektion mit Macrorhabdus ornithogaster führt im Drüsenmagen zu degenerativen Veränderungen, welche sich in Form von Wandverdickung des Drüsenmagens, Ablösung der Koilinschicht des Muskelmagens, Bildung von Geschwüren und Zunahme des pH-Wertes äußert.
Durch den Erreger wird die Immunabwehr des Tieres herabgesetzt, wobei vor allem die lokale Immunabwehr des Darmes betroffen ist. Die Folge ist häufig eine bakterielle Sekundärinfektion des Verdauungsapparats und bei Überschreitung der Darmschranke des gesamten Körpers.
Es ist bekannt, dass einige Vögel ohne Krankheitsanzeichen mit dem Erreger leben und diesen ausscheiden.

## Klinik
Die Krankheit verläuft unspezifisch und zumeist chronisch.
Infolge einer mangelhaften Verwertung des aufgenommenen Futters (Maldigestion) kommt es zu einer Abmagerung bei normalem oder gesteigertem Appetit („Going-Light-Syndrom“) und letztlich zum Tod des Vogels. Daneben sind jedoch auch Fälle beschrieben, bei denen kein Untergewicht auftrat und der Vogel dennoch an Macrorhabdiose oder einer Begleiterkrankung verstorben ist. Neben der Abmagerung können erkrankte Vögel einen grauen glasigen Schleim und unverdaute Körner auswürgen. Gelegentlich tritt Blut im Kot auf, so dass dieser eine schwarze Farbe und eine sandige Konsistenz hat. Auch Würgen und Erbrechen von Körnern sowie eine Verschlechterung des Allgemeinzustandes des Vogels sind Hinweise auf Macrorhabdus ornithogaster.
Im Patientengut der Klinik für Vögel und Reptilien der Universität Leipzig konnte bei 48 % der mit Magen-Darm-Symptomen eingelieferten Tiere der Erreger nachgewiesen werden.

## Diagnostik
Die Macrorhabdiose kann durch eine mikroskopische Kotuntersuchung nachgewiesen werden. Die Gramfärbung erleichtert das Auffinden der Erreger. Ein negativer Befund ist kein sicheres Ausschlusszeichen, da der Erreger nicht immer ausgeschieden wird. Nur etwa zwei Drittel der Erkrankungen werden durch eine mikroskopische Kotuntersuchung erkannt. Eine höhere diagnostische Sicherheit bietet eine PCR von Kloakentupfern. Auch ein Röntgenbild kann einen Hinweis auf die Krankheit geben, da sich der Drüsenmagen in diesem Fall vergrößert darstellt. Allerdings ist der Magen bei Wellensittichen aufgrund der geringen Größe röntgenologisch nicht gut darstellbar. Bei verstorbenen Vögeln können die Erreger durch Sektion durch einen Abklatsch des Drüsenmagen per Nativpräparat nachgewiesen werden.

## Therapie und Prophylaxe
Da die Krankheit kaum erforscht ist, sind die Behandlungsmethoden bislang noch nicht ausgereift.
Eine orale Gabe von Neomycin und Amphotericin B kann über 14 Tage bis 4 Wochen bis zum Verschwinden der Krankheitszeichen versucht werden. Die Behandlung ist nicht unumstritten, da einerseits die Verabreichung Stress auslöst, der ja möglichst verhindert werden soll, und andererseits die Medikamente eine toxische (giftige) Wirkung auf die Leber haben sollen, was aber wissenschaftlich nicht belegt ist.
Bei einer nachgewiesenen Macrorhabdiose sollte möglichst der gesamte Vogelbestand behandelt werden, da auch vermeintlich gesunde Vögel den Erreger aufnehmen und verbreiten können.
Zusätzliche Maßnahmen sind die Gabe magenansäuernder Mittel (Ascorbinsäure, Apfelessig) ins Trinkwasser. Apfelessig wirkt pilzhemmend und einen positiven Effekt auf die Darmflora. Allerdings sollte dieses Mittel nicht zu häufig angewendet werden, da möglicherweise auch Bakterien der gesunden Darmflora abgetötet werden. Auch verschiedene Heilpflanzen, wie Thymian, Kamille und Salbei haben vermutlich eine solche Wirkung.
Außerdem ist auf unbedingte Hygiene zu achten. Insbesondere der infizierte Kot sollte täglich aus dem Käfig, vom Spielzeug und den Landeplätzen entfernt werden, weil darin die Erreger enthalten sind.
Zucker ist unbedingt zu vermeiden, denn Pilze ernähren sich davon. Eine Umstellung auf Weichfutter und die Entfernung von Grit sorgen für eine mechanische Schonung des Magens.
Die Prognose ist vorsichtig zu stellen. In einer Studie konnte nur ein Drittel der Tiere erfolgreich behandelt werden. Bei 17 % davon traten Rezidive auf. Offenbar führt Amphotericin B zu keiner vollständigen Eliminierung des Erregers, sondern reduziert nur die Zahl der Hefen im Darm.